# Union pour l'Europe des nations
L'Union pour l'Europe des nations (UEN) était le groupe parlementaire au Parlement européen, se voulant notamment souverainiste et eurosceptique, durant près de 10 ans (1999-2009). Il s'agissait d'un groupe, à vocation essentiellement technique (temps de parole dans l'hémicycle, moyens financiers et autres facilités). Le parti politique européen associé était l'Alliance pour l'Europe des nations (fondée en 2002).

## Histoire
En 1999, au moment de sa formation, il compte 30 membres. Après les élections européennes de 2004, il compte 27 députés européens et à la fin de la législature 44, répartis dans six pays de l’Union. Lors des élections européennes de 2009, les partis de ce groupe ont réuni 3,7 % des suffrages et 35 sièges au Parlement.
Le groupe cesse cependant d'exister, l'Alliance nationale ayant fusionné avec Forza Italia pour former Le Peuple de la liberté, membre du Parti populaire européen (et de son groupe au Parlement européen), et le Fianna Fáil ayant rejoint le Parti européen des libéraux, démocrates et réformateurs (et son groupe, l'ADLE). Les autres partis membres ont rejoint les groupes Conservateurs et réformistes européens (Droit et justice, Pour la patrie et la liberté) et Europe libertés démocratie (Ligue du Nord, Parti populaire danois, Ordre et justice), ou n'ont pu faire réélire leurs membres (Union populaire agraire lituanienne, La Droite).

## Composition

### Velégislature (1999-2004)
| Pays     | Parti                          | Nom local                                   | Députés européens |
| -------- | ------------------------------ | ------------------------------------------- | ----------------- |
| Danemark | Parti populaire danois         | Dansk Folkeparti                            | 1                 |
| France   | Rassemblement pour la France   | -                                           | 12                |
| Irlande  | Fianna Fáil                    | Fianna Fáil – The Republican Party          | 6                 |
| Italie   | Alliance nationale             | Alleanza Nazionale                          | 8                 |
| Italie   | Pacte de renaissance nationale | Patto di Rinascita Nazionale                | 1                 |
| Portugal | CDS – Parti populaire          | Centro Democrático Social - Partido Popular | 2                 |

### VIelégislature (2004-2009)
| Pays     | Parti                               | Nom local                                  | Députés européens | Après 2009 |
| -------- | ----------------------------------- | ------------------------------------------ | ----------------- | ---------- |
| Danemark | Parti populaire danois              | Dansk Folkeparti                           | 1                 | ELD        |
| Irlande  | Fianna Fáil                         | Fianna Fáil – The Republican Party         | 4                 | ADLE       |
| Italie   | Alliance nationale                  | Alleanza Nazionale                         | 8                 | PPE        |
| Italie   | La Droite - Alliance sicilienne     | La Destra                                  | 1                 | aucun      |
| Italie   | Ligue du Nord                       | Lega Nord per l'Indipendenza della Padania | 4                 | ELD        |
| Lettonie | Pour la patrie et la liberté/LNNK   | Tēvzemei un Brīvībai/LNNK                  | 4                 | CRE        |
| Lituanie | Ordre et justice                    | Tvarka ir teisingumas                      | 1                 | ELD        |
| Lituanie | Union populaire agraire lituanienne | Lietuvos valstiečių liaudininkų sąjunga    | 1                 | aucun      |
| Pologne  | Droit et justice                    | Prawo i Sprawiedliwość                     | 7                 | CRE        |